# Quatiara luctuosa
Quatiara luctuosa là một loài bọ cánh cứng trong họ Cerambycidae.